# Valkruidmineermot
De valkruidmineermot (Digitivalva arnicella) is een vlinder uit de familie van de koolmotten (Plutellidae). De wetenschappelijke naam werd gepubliceerd in 1863 door Heyden.
De soort komt voor in Europa. De waardplant is valkruid (Arnica montana). 